# جائحة فيروس كورونا في سانت لوسيا
جائحة كوفيد-19 في سانت لوسيا جزء من جائحة فيروس كورونا المستجد (كوفيد-19) العالمية الراهنة، تأكّد وصول الفيروس إلى سانت لوسيا في 13 مارس 2020. في 23 يوليو 2020، بلغ عدد الإصابات المؤكدة 24 حالة، شُفيت منها 22 حالة، ولم تحدث أي وفاة.

## الخلفية
في 12 يناير 2020، أكدت منظمة الصحة العالمية أن فيروسًا جديدًا من عائلة كورونا هو سبب مرض تنفسي ظهر عند مجموعة من الناس في مدينة ووهان بمقاطعة خوبى في الصين، أُبلغت منظمة الصحة العالمية عن تلك الحالات في 31 ديسمبر 2019.  
معدل الوفيات عند المصابين بكوفيد-19 أقل بكثير من معدل الوفيات عند المصابين بسارس 2003، ولكن انتقال المرض أكبر بكثير، ما جعل العدد الإجمالي للوفيات كبيرًا.

## مارس
في 13 مارس 2020، تأكّد ظهور الحالة الأولى في سانت لوسيا. المريضة امرأة عمرها 63 عامًا قادمة من المملكة المتحدة. أكدت وزارة الصحة وجود حالة ثانية في 14 مارس. وأُعيد المريضان إلى المملكة المتحدة في 24 و25 مارس.
في 20 مارس 2020، أعلن رئيس الوزراء ألن تشاستانيت عن تطبيق تدابير التباعد الاجتماعي في سانت لوسيا، وشمل ذلك إيقاف النشاط التجاري غير الأساسي في الفترة من 23 مارس إلى 5 أبريل. فرضت الحكومة حظر التجول من 11:00 مساءً إلى 5:00 صباحًا. في 29 مارس، مدد رئيس الوزراء الإغلاق حتى 14 أبريل، وزاد فترة حظر التجول لتصبح من الساعة 8:00 مساءً إلى الساعة 5:00 صباحًا.
في 23 مارس، أعلنت حكومة سانت لوسيا حالة الطوارئ وأغلقت المطارات أمام رحلات القادمين حتى 5 أبريل.  
في 27 مارس، بدأت وزارة الصحة إجراء اختبارات محلية، وفي 29 مارس، أُبلغ عن ظهور أول حالة انتقال محلي بين ست حالات مؤكدة جديدة. وأشارت الوزارة إلى خضوع 300 شخص للحجر الصحي تحت الإشراف.  
في 29 مارس، حظرت الحكومة بيع المشروبات الكحولية، وعلقت كل تراخيص المشروبات الكحولية وأغلقت الحانات.
في 31 مارس، أعلن رئيس الوزراء حظر التجول مدة 24 ساعة، يلتزم خلاله الناس بالبقاء في مساكنهم من الساعة الخامسة صباحًا من يوم 1 أبريل إلى الخامسة صباحًا من يوم 7 أبريل. في وقت الإعلان عن الحظر التام، كان الناس تحت حظر التجول الجزئي، فلم يتمكنوا من ترتيب أمورهم استعدادًا لحظر التجول الجديد.

### أبريل
في 1 أبريل 2020، أعلن رئيس الوزراء عن فتح المتاجر الصغيرة والمخابز مدة محدودة في اليوم لبيع السلع للناس. في 2 أبريل، اصطف سكان سانت لوسيا في طوابير طويلة أمام المتاجر المفتوحة لفترة وجيزة، وتجاهل معظمهم دعوات رئيس الوزراء للالتزام بالتباعد الاجتماعي.
في 5 أبريل 2020، أعلن رئيس الوزراء أن سانت لوسيا ستعود إلى حظر التجول مدة 10 ساعات يبدأ الساعة 7:00 مساءً وينتهي الساعة 5:00 صباحًا من 7 أبريل إلى 13 أبريل. وسيسمح للشركات الأساسية بالعمل من الساعة 7:00 صباحًا حتى الساعة 4:00 مساءً، باستثناء أيام الجمعة العظيمة وعيد الفصح واثنين القيامة.
في 8 أبريل 2020، أُعلن عن برنامج لتأمين الاستقرار الاجتماعي للأشخاص الذين أصبحوا عاطلين عن العمل نتيجة لجائحة فيروس كورونا، أو المعرضين للخطر، إلى جانب حزمة دعم اقتصادي للشركات. وأعلنت سارة فلود ببوبرون، وزيرة الشؤون الخارجية، أنها تعمل مع الولايات المتحدة وكندا لإعادة مواطني سانت لوسيا الذين تقطعت بهم السبل في الخارج.
في 12 أبريل، مددت الحكومة تطبيق حظر التجول الذي تبلغ مدته 10 ساعات من 7:00 مساءً إلى الساعة 5:00 صباحًا ومددت الإغلاق الجزئي للنشاط التجاري حتى 26 أبريل. أضافت الحكومة متاجر المعدات واللوازم المنزلية إلى قائمة الأعمال المسموح لها بمواصلة نشاطها وذلك كي يتسنى للسكان التهيؤ لموسمَي الجفاف والأعاصير.
في 21 أبريل 2020، أعيدت أول مجموعة من المواطنين إلى الوطن. العائدون ثمانية موظفين في «خط الرحلات البحرية النرويجية» كانوا راسين على ساحل باربادوس منذ 9 أبريل.
في 22 أبريل 2020، أعلنت الدكتورة شارون بلمار جورج، كبيرة الأطباء، أن جميع الحالات الخمس عشرة المؤكدة في البلد تعافت، بما فيها المرضى المعرضون للخطر بسبب سنهم أو حالتهم الطبية السابقة. وستظل كل التدابير بما فيها حظر التجول سارية المفعول في الوقت الراهن، وحذرت بلمار جورج من ارتفاع عدد الحالات في المستقبل. سئل رئيس الوزراء ألن تشاستانيت عن رفع القيود المفروضة على الكحول، فقال إنه سيبحث في الأمر، ولكنه سيتبع نصيحة كبيرة الأطباء. في 30 أبريل، أعلن تشاستانيت أن حظر الكحول لن يُرفع. وافق أعضاء مجلس وزراء سانت لوسيا على خفض رواتبهم بنسبة 75% بسبب الأزمة الاقتصادية الناتجة عن فيروس كورونا وفقدان عائدات السياحة. وستجتمع الحكومة في 28 أبريل للبحث في خسائر الإيرادات.
في 24 أبريل، قالت وزارة الصحة: «مع أن معدل التعافي الذي بلغ 100% يمنحنا علامة فارقة تستحق الاعتراف بها، فإننا في وزارة الصحة نواصل تحذير العامّة من فهم المكاسب التي حُققت على أنها سبب للتهاون أو التخلي عن الحذر». في الفترة بين21 و24 أبريل، أجري 60 اختبارًا وكانت النتائج سلبية.
في 28 أبريل، وصل عدد الإصابات إلى 17، تعافت منها 15 حالة. والحالتان الجديدتان أم عمرها 54 عامًا كانت معزولة منذ 4 مارس وابنها البالغ من العمر20 عامًا.
في 30 أبريل، سيقدم البنك الدولي 10.5 مليون دولارًا أمريكيًا لسانت لوسيا للمساعدة في الاستجابة لكوفيد-19.

### مايو
في 2 مايو 2020، أفادت وحدة شؤون المغتربين في سانت لوسيا أن 29 من مواطني سانت لوسيا في الخارج توفوا بسبب الإصابة بكوفيد-19، اثنان وعشرون منهم في الولايات المتحدة، وستة في المملكة المتحدة، وواحد في سويسرا.
في 8 مايو 2020، رفعت الحكومة الحظر المفروض على بيع الكحول جزئيًا، فسمحت ببيع الكحول في المتاجر.
في 18 مايو 2020، سمحت وزارة التجارة للشركات باستئناف أعمالها بالكامل خلال ساعات العمل العادية. غُيرت فترة حظر التجول لتصبح من الساعة 9:00 مساءً إلى الساعة 5:00 صباحًا وأُبقيت المدارس ودور السينما مغلقة والتجمعات الحاشدة محظورة.
في 19 مايو 2020، أعلن وزير السياحة دومينيك فيدي عن إعادة فتح قطاع السياحة في سانت لوسيا على مراحل، بدءًا بإعادة فتح الحدود أمام الرحلات الدولية اعتبارًا من 4 يونيو.

### يونيو
في 5 يونيو 2020، أُعلن عن الحالة رقم 19، والمريضة عاملة بحرية عمرها 33 عامًا، وهي من المواطنين الذين أُعيدوا إلى الوطن.
في 12 يونيو 2020، أعلن عن تعديل فترة حظر التجول بدءًا من 15 يونيو، وذلك ضمن ترتيبات الحكومة لإعادة الفتح على مراحل، فأصبحت فترة حظر التجول من الساعة 12 صباحًا (عوضًا عن 9 مساءً) حتى 5 صباحًا. سيسمح بالمناسبات الاجتماعية وسيُسمح لحاملي تراخيص بيع الكحول ببيعه.

### يوليو
في 2 يوليو 2020، أعلنت الحكومة عن بروتوكولات سفر جديدة خاصة بالقادمين. سيطلب من المسافرين إحضار نتيجة اختبار بي سي آر سلبية (تفاعل البوليميراز المتسلسل) في غضون سبعة أيام من السفر باستثناء القادمين من بلدان فقاعة السفر التي حددتها حكومة سانت لوسيا.
تشمل فقاعة السفر أنتيغوا وباربودا وأروبا وأنغويلا وجزر البهاما وباربادوس وبرمودا وبونير وجزر فيرجن البريطانية وكوراساو ودومينيكا وغرينادا وغويانا وجامايكا ومونسيرات وسانت بارتيليمي وسانت كيتس ونيفيس وسانت مارتن وسانت فنسنت وجزر غرينادين وترينيداد وتوباغو وجزر تركس وكايكوس.
في 6 يوليو، أعلن رئيس الوزراء أن حظر التجول الليلي سيُرفع في 10 يوليو. وأعلن عن إعادة فتح دور السينما ومراكز تنمية الطفولة المبكرة والفعاليات الرياضية، مع الالتزام بالبروتوكولات.

## التدابير الوقائية
- إغلاق جميع المدارس.[41]
- إغلاق الأعمال التجارية غير الأساسية من 23 مارس حتى 17 مايو.  [11][35]
- حظر التجول بين الساعة 23:00 و 05:00. ثم عُدلت فترة الحظر لتصبح من 17:00 إلى 05:00 في 5 أبريل، ثم عُدلت مجددًا لتصبح بين 21:00 و 05:00 في 18 مايو.[22][35]
- إغلاق الحانات، واقتصار خدمات المطاعم على تقديم الوجبات الخارجية وطلبات السيارات. وحظر بيع الكحول من 29 مارس حتى 8 مايو.[18][34]
- إغلاق الموانئ الجوية والبحرية من 23 مارس حتى 3 يونيو، باستثناء شحن البضائع والرحلات الجوية المنطلقة بهدف إعادة الرعايا الأجانب إلى أوطانهم.[36][42]
- إعادة فتح المتاجر الصغيرة والمخابز على نحو محدود. إعادة فتح متاجر بيع اللوازم المنزلية والمعدات الضرورية. سوف يسمح بعمليات البناء تحت شروط محددة. إعادة فتح متاجر الألبسة.[43]